# Choi Chul-woo
Choi Chul-woo (30 de novembro de 1977) é um ex-futebolista profissional sul-coreano que atuava como atacante.

## Carreira
Choi Chul-woo representou a Seleção Sul-Coreana de Futebol nas Olimpíadas de 2000.